# 미스터 초밥왕
《미스터 초밥왕》(일본어: 将太の寿司 쇼타노 스시[*])은 일본의 만화가 데라사와 다이스케(1959년-)의 요리만화이다. 초밥요리사인 쇼타가 요리대결 등의 경험들에 도전하며 전문가로 자라가는 과정을 묘사하고 있다. 쇼타가 어떻게 하면 문제를 해결할 수 있을까? 문제가 무엇일까?하는 고민을 하는 장면에서 엿보이는 작가의 기발한 요리 아이디어가 만화의 큰 특징이다. 한국어판은 학산문화사에서 출판하였으며, 서현아가 번역하였다.

## 스토리
도쿄의 유명한 초밥집 <오오토리 초밥>에서 일하는 세키구치 쇼타와 그의 주변 요리사들의 이야기를 그린 만화이다.

### 도쿄로 가다
만화의 무대는 홋카이도 오타루에서 시작된다. 주인공 세키구치 쇼타의 친가는 <토모에 초밥>을 운영하고 있었지만, 같은 지역의 거대 체인점인 <사사초밥>에게 방해를 받아서 좋은 재료도 거의 들어오지 않는 최악의 상황에 처하게 된다. 쇼타는 사사초밥의 기를 꺾기 위해 오타루 초밥 콘테스트에 참가할 것을 아버지에게 제안하지만, 사사초밥의 수작으로 인해 아버지는 손을 다치게 되어 출전이 불가능해졌다. 아버지를 대신해 출전한 쇼타는 비록 사사초밥을 이기기에는 역부족이었지만 심사위원으로 참석했던 명점 오오토리 초밥의 사장인 오오토리 세이고로에게 자신의 재능을 인정받았다. 그것을 계기로 초밥 요리사를 목표로 해서 홀로 도쿄로 떠나게 되었다.

### 초밥경연대회
오오토리 초밥에서 요리를 배우는 쇼타에게 오오토리 사장은 <신인 초밥 요리사 경연대회>에 참가할 것을 제안한다. 오오토리 초밥의 선배인 <사지 안토>와 경연대회 출전권을 걸고 4차례의 승부를 한 끝에 출전권을 얻는 것에 성공한다. 승부 결과와는 상관 없이 사지의 실력을 존중한 오오토리 사장이 주방에 설 수 있도록 허락했지만, <입문한 지 얼마 되지도 않은 후배에게 졌는데도 주방에 서는 것은 체면이 서지 않는다>라고 하며 스스로 오오토리 초밥을 떠나 초밥 수행의 길에 들어선다. 사지 안토는 수행기간동안 자신의 뛰어난 재능으로써 실력있는 초밥집을 돕는 요리전문가로 성숙해간다. 그 예로 안토는 정성을 들여서 일하고 있지만, 손님이 많지 않은 초밥집 사장 부부에게 초밥을 만들고 남은 오징어를 꽃처럼 아름답게 꾸민 세공초밥을 만드는 방법을 가르쳐준다.
이렇게 해서 쇼타는 신인 초밥 요리사 경연대회에 출전하게 되고, 차례차례로 강적들을 격파하는 동안 사지 안토에게 <이 대회에서 우승하면 전국 대회 출장권을 얻는다>라는 사실을 듣게 된다.
결승전에 이어 대회 사상 최초로 열린 플레이오프까지 격파하고 도쿄 지역 예선에서 우승한 쇼타는, 마침내 봉초밥의 주방에 서는 것이 허락되었다.
교토 대표로 출전한 선배 사지 안토와 다시 맞붙는 날을 기다리며 쇼타는 초밥을 쥐고 있었다.

### 전국대회편
마침내 도쿄 대표로 신인 초밥 요리사 전국대회에 나가게 된 쇼타. 그를 기다리고 있던 것은 압도적인 실력을 지닌 라이벌들, 훨씬 더 고난이도인 승부 과제, 그리고 숙적인 사사초밥의 마수였다. 사사초밥의 외아들 사사키는 쇼타의 승리를 방해하기 위해 쇼타가 가는 곳에 있는 좋은 재료를 매점매석하기도 하고, 그가 우승하는 것을 방해하기 위해 사사초밥 4인방으로 불리는 자들과 키리시마를 고용했다. 그러나 그 모든 역경을 열정과 지혜로써 딛고 쇼타는 먼저 결승전에 진출한 사지 안토와 우승을 걸고 다시 한 번 승부를 겨루게 된다.

### 연재 종료 후
한국편
원래는 전국대회편에서 연재할 예정이었으나, 사정상 이루지 못하고 전국대회편 최종 권에 게재되어 있다. 과거의 악행으로 오타루에서의 평판이 나빠진 사사초밥은 더 이상 장사하지 못하고 한국의 서울에 진출했다. 하지만 결과가 좋지 않아서, 사사키의 부친이 장사를 접을 생각을 하자 쇼타에게 도움을 청하게 되었다. 요리는 매우 훌륭하지만, 한국사람의 입맛에 맞는 초밥을 개발하지 못해 쇼타의 지혜를 빌린 것. 쇼타는 이미 사사키를 용서했으므로 쿠미코와 함께 한국으로 향한다. 쇼타는 태지와 함께 새로운 재료를 찾아 분주한다. 태지는 김치낫토말이를 만들어낼만큼 재능이 있는 요리사이지만 인정받지 못하고, 쓰레기 치우는 일처럼 단순한 일만 하고 있었다. 둘의 노력으로 김치낫토말이, 버섯 초밥, 인삼초밥, 개불초밥을 개발하여 손님들의 좋은 반응을 이끈다. 덕분에 태지도 선배 요리사들의 인정을 받아서 생선을 다루게 된다.

## 미스터 초밥왕 전권 보기
조인스 프라임에서 《미스터 초밥왕 보관됨 2019-04-02 - 웨이백 머신》 전권을 볼 수 있다.

| 1권 미리보기 보관됨 2019-03-29 - 웨이백 머신            | 2권 미리보기 보관됨 2019-03-29 - 웨이백 머신      | 3권 미리보기 보관됨 2019-03-29 - 웨이백 머신           |
| ------------------------------------------------------- | ------------------------------------------------- | ------------------------------------------------------ |
| - 이별의 벚꽃 초밥 - 아빠의 초밥 - 고추냉이에 담긴 마음 | - 오오마사의 의지 - 쇼타와 메바치 - 질 수는 없어! | - 최선의 효도 - 맛있는 초밥이란?! - 참치 잔치의 묘미!! |

| 4권 미리보기 보관됨 2019-03-29 - 웨이백 머신   | 5권 미리보기 보관됨 2019-03-29 - 웨이백 머신                  | 6권 미리보기 보관됨 2019-03-29 - 웨이백 머신               |
| ---------------------------------------------- | ------------------------------------------------------------- | ---------------------------------------------------------- |
| - 초밥의 비밀 - 우정의 초밥 - 엄마 손맛의 비밀 | - 칼에 혼을 담아! - 대장장이 명인의 고뇌 - 다케후 식칼의 진가 | - 하얀 장어로 도전한다! - 2차 시험의 승자는? - 가족의 사랑 |

| 7권 미리보기 보관됨 2019-03-29 - 웨이백 머신 | 8권 미리보기 보관됨 2019-03-29 - 웨이백 머신   | 9권 미리보기 보관됨 2019-03-29 - 웨이백 머신 |
| -------------------------------------------- | ---------------------------------------------- | -------------------------------------------- |
| - 김 만들기 장인 - 안토의 과거 - 김말이 재료 | - 회덮밥 승부 - 멋진 우정!! - 사과 껍질의 비밀 | - 원한 - 비책이 있어?! - 결전의 순간!        |

| 10권 미리보기 보관됨 2019-03-29 - 웨이백 머신              | 11권 미리보기 보관됨 2019-03-29 - 웨이백 머신 | 12권 미리보기 보관됨 2019-03-29 - 웨이백 머신     |
| ---------------------------------------------------------- | --------------------------------------------- | ------------------------------------------------- |
| - 쇼타의 새우는? - 오보로 대 모란새우!! - 소주에 담긴 비밀 | - 접시 - 좋은 쌀이란? - 이탈리아 특미         | - 참치 철인 - 어려운 해동법!! - 붉은살과 대뱃살!! |

| 13권 미리보기 보관됨 2019-03-29 - 웨이백 머신                    | 14권 미리보기 보관됨 2019-03-29 - 웨이백 머신        | 15권 미리보기 보관됨 2019-03-29 - 웨이백 머신          |
| ---------------------------------------------------------------- | ---------------------------------------------------- | ------------------------------------------------------ |
| - 칼 다루기 사파전! - 사인사색,오징어 승부! - 신이치는 끝났는가? | - 피조개 승부! - 싱싱한 피조개 - 창작 조개초밥 승부! | - 콘서트에서 얻은 영감 - 불꽃의 초밥 - 데츠야의 마무리 |

| 16권 미리보기 보관됨 2019-03-29 - 웨이백 머신       | 17권 미리보기 보관됨 2019-03-29 - 웨이백 머신     | 18권 미리보기 보관됨 2019-03-29 - 웨이백 머신      |
| --------------------------------------------------- | ------------------------------------------------- | -------------------------------------------------- |
| - 결전의 아침 - 첫번째 초밥! - 두 번째 초밥의 충격! | - 여섯 번째 초밥! - 평범한 전어?! - 혼자가 아니야 | - 도키치의 저력! - 주역의 승부!! - 마무리의 일품!! |

| 19권 미리보기 보관됨 2019-03-29 - 웨이백 머신              | 20권 미리보기 보관됨 2019-03-29 - 웨이백 머신       | 21권 미리보기 보관됨 2019-03-29 - 웨이백 머신                 |
| ---------------------------------------------------------- | --------------------------------------------------- | ------------------------------------------------------------- |
| - 터무니없는 과제?! - 비스듬한 광어란?! - 가라! 일발역전!! | - 마지막 편지 - 처음 서본 주방 - 요리사 킬러의 시험 | - 새로운 연어알 초밥?! - 무토 츠루에의 희생자 - 최대의 난제!! |

| 22권 미리보기 보관됨 2019-03-29 - 웨이백 머신     | 23권 미리보기 보관됨 2019-03-29 - 웨이백 머신  | 24권 미리보기 보관됨 2019-03-29 - 웨이백 머신      |
| ------------------------------------------------- | ---------------------------------------------- | -------------------------------------------------- |
| - 빛나는 꽁치 - Forever ~ 영원히 - 배달의 세계(1) | - 우정의 게 초밥 - 초밥의 기쁨! - 첫 번째 후배 | - 신코의 위기 1 - 신코의 위기 2 - 약속 ~ Promise ~ |

| 25권 미리보기 보관됨 2019-03-29 - 웨이백 머신 | 26권 미리보기 보관됨 2019-03-29 - 웨이백 머신               | 27권(최종) 미리보기 보관됨 2019-03-29 - 웨이백 머신           |
| --------------------------------------------- | ----------------------------------------------------------- | ------------------------------------------------------------- |
| - 굴 공방전!! - 굴을 살려라! - 굴 승부의 결말 | - 다이넨지 VS 쇼타,결전! - 새로운 출발 - 추억의 오이 김말이 | - 오오토리 초밥을 구하라!! - 코마사 형의 의지!! - 전투 개시!! |

## 등장 인물
초기 정발판과 애장판의 이름이 다른 경우에는 옆에 따로 표기.

### 오오토리 초밥(鳳寿司)
초기 정발판에서는 봉초밥이다.
세키구치 쇼타(関口 将太)
홋카이도의 오타루에 있는 초밥집 <토모에 초밥>의 장남. 부상당한 아버지 대신에 오타루 초밥 콘테스트에 출전한 것을 계기로 가업인 초밥집을 잇는 것을 목표로 삼아 중학교 졸업과 동시에 도쿄의 명점 <오오토리 초밥>에서 초밥 수행에 들어간다. 사장인 오오토리와 아버지를 매우 존경하고 있다.
원래 타고난 재능이 있는데다 매우 성실한 노력파라서 새로운 기술이나 지식을 습득하기 위해 밤낮을 가리지 않고 정진한다. 또한 끝까지 포기하지 않는 성격이며 경험의 부족을 연구와 노력으로 보충하고 있다. 오오토리의 가르침대로 먹는 사람이 행복해지는 초밥을 만들기 위해 노력한다. 그는 중학교 시절의 동창들에게도 많은 신뢰를 받고 있어서 그가 어려울 때 친구들이 자진해서 돕는 등 큰 힘이 되기도 한다. 특히 대형 자본인 사사초밥에게 끊임없이 괴롭힘을 당하는데도 절대 굽히지 않고 이겨내는 쇼타의 모습은 사사초밥에게 시달리는 사람들에게 희망이 되고 있다.
이야기의 결말에는 18세의 나이로 전국 대회에서 우승을 차지하고, 오오토리 초밥의 수행을 끝낸 쇼타는 고향인 오타루로 금의환향한다.
신고[화진오](シンコ)/오바타 신고(小畑 慎吾)
오오토리 초밥에서 잡무를 맡고 있다. 쇼타보다는 반년 정도 선배. 여러가지로 서투른 면이 많아서 <신코(しんこ, 새끼 전어)>등으로 불리기도 한다. 야마구치현의 농가 출신.
배움은 느리지만 성실함과 꼼꼼함 때문에 오오토리 초밥 사장은 신고가 잘 해낼 것으로 믿고 있다. 큰 실수를 하거나 하면 그만 둘 생각을 하는 등 정신적으로 약한 면도 있고, 실패로 인해 도망친 적도 있다. 하지만 쇼타의 설득으로 오오토리 초밥에 다시 복귀한 후로는 초밥 요리사가 되기 위해 한층 더 노력하는 모습을 보여준다. <전국대회편>에서는 도쿄 예선에 참가해서 매우 우수한 성적으로 1회전을 통과하지만, 2회전을 통과하지는 못했다. 신고가 만든 한천 성게초밥은 야스지로 심사위원장이 정말 맛있다는 뜻으로 박수를 칠 만큼 매우 훌륭하였다. 최종화에서는 오오토리 초밥의 주방에 서게 되었다.
아코 토비오(吾子 飛男)
쇼타보다 늦게 들어온 오오토리 초밥 막내. 문제아로 고등학교에서 퇴학당하고 아들 토비오가 마음 잡기를 바라는 엄마의 소개로 오오토리 초밥에 들어가게 되었다. 응석부리며 자랐기 때문에 제멋대로인데다 참을성도 없고, 몰래 담배를 피우거나 술을 마시는 등 매우 불량한 태도로 오오토리 초밥에서 쫓겨날 위기에 처한다. 하지만 쇼타와 엄마가 토비오를 잘 설득해서 마음을 잡는다. 담배를 구겨서 버리는 장면은 토비오가 문제아라는 과거를 뒤로 하고, 요리사라는 새로운 삶을 시작하였음을 잘 말한다. 토비오를 못마땅하게 생각했던 오카무라 히데마사도 인정할 만큼 요리를 기획하는 일에 재능이 있다. 삶은 달걀에 새우오보로(곱게 다진 새우에 다시마나 멸치로 맛을 낸 다시だし국물을 넣어서 볶은 음식)를 섞은 병아리 초밥, 양상추, 다랑어 등뼈살, 메추리 알로 속을 채운 김말이 초밥인 카네이션 꽃다발 초밥을 만들어낸다는 이야기는 토비오의 기획자로서의 재능을 잘 말해준다. 허송세월 즉 하는 일이 없이 삶을 낭비하느라 재능을 일찍 발견하지 못한 것 뿐이었다. 토비오는 쇼타를 잘 따르기 때문에,<전국 대회편>에서는 쇼타의 조수를 맡는 일이 많다. 최종화에서는 오오토리 초밥에서 생선을 처리하는 등 많이 발전된 모습을 보여준다.
오오토리 세이고로[정오랑](鳳 征五郎)
당대 최고의 명인이라고 불리는 오오토리 초밥의 주인. 이전 주인의 데릴사위로 가게를 물려받았다. 아내는 병약한 편이라 가게 밖으로는 거의 나가지 않는다. 오오토리 본인도 건강이 좋지 않아서 일선에서는 물러나서 오오마사(대정)이 그 자리를 대신 하고 있고 쇼타가 주방에 선 이후에는 거의 초밥을 쥐지 않는다. 사람을 보는 눈이 있어서 겉모습을 보지 않고 요리사를 채용한다. 만약 겉모습만 보고 사람을 뽑는다면 느림보인 신코나 문제아였던 토비오는 요리사가 될 수 없었다. 그래서인지 요리사들은 오오토리 세이고로 사장을 정말 존경한다. 그 예로 도시락 가게들이 많아져서 영업에 어려움이 생기자 스스로 꾀를 내어 훌륭한 도시락들을 만들어낸다.
<전국대회편>에서 제대로 쥐기도 어려운 뱅어의 꼬리를 하나 훼손한 것이 계기가 되어서 은퇴를 결심한다. 오오마사, 코마사의 독립에 맞춰서 가게를 닫을 생각이었지만 오오토리 초밥으로 돌아온 사지 안토가 가게를 새로 맡게 되어서 폐점은 면하게 되었다. 초밥의 명인인 이와사키 옹의 부탁으로 <전일본 초밥 협회 회장>직을 맡게 되었다.
오오마사(大政)[대정]/후지타 세이지(藤田 政二)
사장인 오오토리 다음으로 실력이 뛰어난 초밥 요리사. 주로 <오오마사>라고 불린다. 오오토리가 건강 문제로 일선에서 물러나면서 사실상 오오토리 초밥의 간판이나 다름없고 그 실력도 중년층에서는 따라올 자가 없을 정도다. 체격이 크고 무서운 인상이지만 성격은 온화한 편이다. 곤경에 빠져서 아이들과 함께 자살을 생각하고 있던 남자를 자신의 연어 요리로 생각을 바꾸기도 한다. 아내와의 사이에 딸이 하나 있다. <전국대회편>의 최종화에서는 도쿄 시모키타자와(下北沢)에서 <오오토리 초밥>의 이름을 계승해서 독립한다.
코마사(小政)[소정]/오카무라 히데마사(岡村 秀政)
대정과 함께 오오토리 초밥의 주축인 초밥 요리사. 청년층 초밥 요리사 중에서는 최고의 실력을 지니고 있으며 주로 <코마사>라고 불린다. 누군가 싸움을 걸면 반드시 상대하는 근성과 일에 대한 진지한 태도를 가진 청년이다. 자신이 참가했던 도쿄 지역 예선에서는 박고지 김말이로 우승했다.
마사코의 재산을 목적으로 접근했던 타카야마와 약혼자의 자리를 걸고 대결하기도 했다. 이 때는 어디까지나 '마사코를 타카야마와 결혼시키지 않기 위해 약혼자 역할을 연기하는' 입장이었으나, 마사코의 부친이 경영하는 두부 요리점에서 그의 인생, 일하는 태도에 대해 알게 된 다음에는 부친이 만드는 두부를 사용한 고등어 초밥을 만들어 내고, 오렌지를 사용한 타카야마에게 승리했다. 그러나 이것을 계기로 두 사람의 사이가 묘하게 되어서 나중에는 정말로 사귀게 된다.
<전국대회편>의 최종화에서는 마사코와 결혼, 도쿄 다이토구 야나카(谷中)에 있는 마사코의 친가 근처에 <오오토리 초밥>의 이름을 계승한 가게를 차리고 독립한다. 딸기 찹쌀떡을 일하면서 먹는 간식으로 무척 좋아해서 토비오가 먹었다가 호되게 혼났다.
사지 안토[사치 안인](佐治 安人)
오오토리 초밥에선 쇼타보다 5년 선배이지만, 주방에서 일하지는 못했고 재료의 취급과 초밥 짓는 것을 담당하고 있었다.
초기에는 상당히 자존심이 강한 성격이어서, 오오토리 초밥에 온 지 얼마 되지도 않은 쇼타가 밥 짓기를 성공적으로 해내는 것을 보고는 쇼타를 눈엣가시처럼 여기게 되었다. 오타루에서 쇼타에게 온 편지를 마음대로 처분하는 등 그를 괴롭혔지만, 2년에 걸쳐 장어의 소스를 만드는 등 많은 노력도 있었다. 신인 초밥 요리사 경연 대회 출전권을 걸고 쇼타와 세 번의 승부를 벌이는 가운데 쇼타를 초밥 요리사로 인정하게 되고, 결국 패하게 되었다. 오오토리는 비록 그가 패했지만 실력만은 출중하다고 판단해서 그를 주방에 세우려 했으나, 후배인 쇼타에게 지고서도 주방에 설 수는 없다고 말하며 오오토리 초밥을 떠난다.
그 후 떠돌이 요리사 곧 비정규직 노동자로 살아가다, 그의 실력을 존중한 사장의 배려로 교토의 초밥집에 뿌리내린다. 홋카이도에서 우연히 쇼타의 아버지와 만난 사지 안토는 그 나이에도 젊은 사람들에게 지고 싶지 않다며 꾸준히 정진하는 장인정신에 감동하여 쇼타의 아버지를 진심으로 존경하고 있다. 교토에서 신인 초밥 요리사 경연 대회에 출전하여 우승, 전국 대회 출전권을 획득한다. '전국 대회 편'의 후반에는, 소금 한알의 차이도 놓치지 않는 '절대 미각'을 얻고 쇼타 앞에 다시 나타난다. 또한, 갯장어 초밥이라는 새로운 초밥을 만들어내기도 했다. 창의력을 중요하게 생각해서 "흉내내는 것이 아니야. 뛰어넘는 것이지"라고 말하기도 했다.
친가는 지바현으로 아버지는 김을 생산하는 일을 하고 있었다. 이미 사망한 아버지•시게토(重人)와는 어머니의 죽음을 계기로 가출한 뒤 연을 끊고 살았으나, 쇼타와의 승부를 계기로 아버지에 대한 오해를 풀고 이해하게 되었다. 「전국 대회편」에서는 키리사마 카이의 방해로 아사쿠사김을 사용할 수 없게 되었을 때, 해안에서 아사쿠사김을 스스로 찾아내어 만들어 쓰기도 했다.
대회가 끝난 후에는 세이고로와 오오토리 초밥 선후배들의 요청에 따라 오오토리 초밥에 복귀하여 사장이 된다.
토미야마 마사코[산아](富山 雅子)
오오토리 초밥에서 서빙 역할을 하고 있다. 오오토리 초밥의 동료들에게는 성격이 좋다는 평을 듣는다. 친가는 야나카의 전통 두부 요리점. 제 1부의 후반에 친정의 재산을 목적으로 접근한 타카야마와의 약혼을 거절할 구실을 만들기 위해, 코마사와 사귀고 있다고 아버지에게 거짓말을 한다.
코마사가 타카야마와의 초밥 대결에서 승리한 후, 서로 묘한 분위기가 되어 정말 사귀게 되었다. '전국 대회 편'의 결말에는 코마사와 결혼하고 친정 옆에 <오오토리 초밥>의 이름을 계승한 초밥집을 개업하게 되었다.

### 토모에 초밥(巴寿司)
초기 정발판에서는 원초밥이다.
세키구치 겐지(関口 源治)
쇼타의 아버지로, 토모에 초밥의 주인. 오타루에서 상당히 명성 있는 초밥집이었지만, 사사초밥의 방해로 인해 초밥집이 어려움을 겪고 아내마저 과로로 쓰러져 죽게 된다. 그 뒤에는 생기를 잃고 폐인처럼 생활했으나, 쇼타의 격려를 받고 활기를 되찾아서 오타루 초밥 대회에 출전을 결심한다. 그러나 그로부터 얼마 뒤 배의 사고로 인해 중상을 입게 되고, 결국 대회에는 쇼타가 대신 나가게 되었다. 언젠가 도쿄에서 수행을 마친 쇼타가 돌아올 가게를 지키기 위해 아픈 몸을 이끌고 일한다.
쇼타가 전국 대회 결승전을 앞둔 어느 날, 신체에 무리가 와서 결국 의식 불명 상태에 빠진다. 쇼타는 그런 아버지를 위해 전국 대회 결승전에서 생명을 주는 초밥을 만들기로 결심한다.
세키구치 쇼타(関口 将太)
윗 부분을 참조.
세키구치 미하루(関口 美春)
쇼타의 여동생으로, 하교 뒤에는 몸이 아픈 아버지를 도와서 가게일을 하고 있다. 사사초밥의 온갖 방해공작에 힘들어하지만, 쇼타가 초밥요리사로 성공하여 돌아와서 가족끼리 가게를 운영하는 날을 기다리고 있다.
세키구치 하루코(関口 春子)
쇼타와 미하루의 어머니. 남편을 도와 가게일을 도왔지만 사사초밥의 방해로 인해 너무 무리하게 되어 일찍 세상을 떠났다.

### 작중 등장하는 초밥 요리사

#### 1부
키요카와 류야[청천류세](清川 流也)
신인 초밥경연대회•도쿄 대회에 출장한 초밥 요리사. 초일류 초밥집 「스시현(寿司玄)」의 점주인 아버지로부터 5세 무렵부터 스파르타식 지도를 받아 10세에 주방에 섰고, 그 시점에서 성인들과 대등한 실력이었다. 대회 참가시에는 베테랑 요리사인 소정조차 「괴물」이라고 부를 만큼 놀라운 솜씨의 초밥 요리사가 되어 있었다. 성격은 아버지를 닮아 오만하고 엘리트 의식이 강하며, 평범한 사람은 자신이 만든 초밥의 맛을 모른다고 생각하고 있다.
류야의 아버지인 산지로(参次郎)는 젊은 시절 오오토리 초밥에서 일하며 세이고로와 친하게 지냈다. 그러나 오오토리 초밥 선대 사장은 실력은 뛰어나지만 오만한 산지로가 아닌 세이고로를 후계자로 선택했다. 결국 산지로는 세이고로를 원망하고, 그 악연은 30년 이상 계속되고 있다. 아들의 류야도 아버지의 미움을 계승하고 있어 대결이 시작되기 전에 쇼타를 완전히 업신여기고 있었다.
쇼타와는 신인 초밥경연대회 2회전에서 초밥을 빨리 만드는 것으로 대결했다. 보통 초밥 요리사는 초밥을 5수(五手)로 잡지만, 류야는 3수(三手)로 잡는다. 그 때문에, 초밥을 빨리 쥐는 승부라면 류야가 압도적으로 유리한 것으로 생각되었으나, 실제로는 쇼타가 류야와 호각의 승부를 펼친다. 그 결과, 만들어진 초밥 숫자는 류야가 조금 더 많았지만 맛에서는 초밥을 만들 때의 기본을 지킨 쇼타가 앞섰고 결국 류야가 패배한다. 산지로는 류야가 오오토리 초밥에 진 것에 화가 나서 마구 욕하고 폭행하여 부자지간에 보기 흉한 모습을 보였다.
쇼타와 상대했던 라이벌들이 대부분 개심한 것과 달리, 그 후의 행방이 어떻게 되었는지는 알려지지 않았다.
시모야마 테츠오[하산철웅](下山 鉄雄)
신인 초밥경연대회•도쿄 대회에 출전한 쇼타와 동년배의 초밥 요리사로, 「시바하마 스시(芝浜鮨)」에서 수행했다. 어린 시절부터 아버지의 어선으로 새우를 접하게 되어, 아버지가 돌아가신 뒤에는 해녀로 일하고 있는 어머니를 돕기 위해 새우 공부를 하고 있었다. 그 결과, 새우의 진단과 취급에 관해서는 백 눈의 다츠라 불리는 다츠미도 한 수 접을 정도의 새우 명인이 되었다. 중학교를 졸업한 뒤에는, 해녀 일을 계속 해서 심장이 약해진 어머니를 편하게 모시고 살기 위해 자신의 지식을 살릴 수 있는 초밥 요리사를 목표로 하여 수행을 시작했다.
승부하기 전 만난 쇼타는 새우에 대해 단순하게 생각하고 있어서 질이 떨어진 새우를 선택했는데 그것에 대해 충고하기도 했다. 쇼타와의 승부 때 쓴 새우는 모두 어머니가 보낸 것이다.
쇼타와의 승부에 지고 나서는 어머니를 위해 초밥 요리사를 그만둘 생각을 하고 있었지만, 어머니의 말을 듣고는 그 생각을 철회했다.
코우야 헤키고[옥감오](紺屋 碧悟)
신인 초밥경연대회•도쿄 대회에 출전한 고급 스시 일본요리집 「미도리즈시(碧寿司)」의 2대 점주.
선대 점주인 부친은 초밥 기술과 함께 인격이 뛰어났지만, 아들인 헤키고는 어릴 적부터 응석부리며 자랐기 때문에 포악하고 제멋대로인 성격이 되었다. 천재적인 기술을 가지고 있으면서도 승부에 너무 집착해서 본인의 욕구를 위해서는 수단과 방법을 가리지 않으며, 자신에게 패한 상대도 철저하게 짓밟는 고약한 마음을 가진 요리사가 되었다. 초등학생 시절에는, 자신보다 발이 빨랐다고 하는 이유만으로 동급생을 계단에서 밀어 떨어뜨린 일도 있었다.
신인 초밥경연대회에서는 자신의 상대들을 방해공작과 협박으로 기권시켰다. 쇼타와의 승부에서는 승부 테마인 「빛깔 재료」를 수산 시장에서 매점했고, 쇼타가 고생해서 얻은 황금 고등어가 보관된 냉장고의 콘센트를 뽑아 재료를 못쓰게 만들려고 했다. 자신은 도미의 새끼로 초밥을 만들었으나, 스스로의 테크닉과 재료를 너무 과신하여 자만하였고 결국 쇼타에게 패배하게 되었다. 자신의 패배를 인정하지 못한 헤키고는 격앙한 나머지 자신의 악행을 무심코 자백해 버렸고 초밥 협회로부터 추방되었다. 그 결과, 미도리즈시를 폐업하게 되었다.
초밥계에서 추방당한 뒤에는 일본 요리계에 입문한 뒤, 무토 츠루에의 힘을 빌려 요리 프로에서 쇼타와 대결하게 되었다. 이번에도 스스로 요리 주제를 지정하고 「꽁치」를 수산 시장에서 매점했고, 방송 리허설이라며 쇼타를 속이고 부하들을 시켜서 왼손을 다치게 만들었으며, 프로그램의 일반 심사원들을 모두 돈으로 매수하기까지 했다. 그러나 스스로 꽁치를 구하고 오른손만으로 초밥을 만드는 등 어떠한 상황에서도 포기하지 않는 쇼타의 모습을 본 부하들의 마음에 동요가 생겼고, 그들은 승부가 끝난 뒤 그동안의 악행을 전부 자백했다. 그 결과, 일본 요리계에서도 추방당하게 되었다.
「전국 대회편」에서도 자존심을 꺾지 못하고 그동안의 악행 때문에 일자리도 얻지 못하며 방랑하는 생활을 보내고 있었다. 그러던 중 우연히 TV에서 중계되고 있던 신인 초밥경연대회 결승전에서의 쇼타의 모습을 보게 되었고, 그런 쇼타의 노력을 보며 재기를 결심한다.
오쿠마구라 신이치[만신일](奥万倉 新一)
신인 초밥경연대회•도쿄 대회에 출전한 칼의 명인으로, 침착한 분위기의 키가 큰 청년. 꾸준한 수행으로 칼을 다루는 실력이 매우 뛰어나고, 그런 칼 기술을 살린 세공 초밥이 주특기다. 부모님을 잃고 친척집을 전전하다 불량아가 되었지만, 「이소긴(磯銀)」의 주인을 만나고 개심하여 초밥 요리사의 길에 들어섰다.
도쿄 대회의 개회식에서 쇼타의 옆자리에 앉았고, 긴장한 나머지 음료를 옷에 흘려서 당황하던 쇼타에게 자신의 윗도리를 빌려주며 "초밥 요리사는 옷차림같은 겉모습이 아닌,실력으로 말하는 것이야"라고 격려해 준 덕분에 쇼타는 침착성을 되찾는다. 1회전부터 갑자기 쇼타와 대전하게 되었지만, 칼 기술에만 신경쓰던 쇼타와 달리 맛까지 신경을 쓴 신이치가 완승을 거두게 되었다. 원래대로라면 쇼타는 이 시점에서 탈락하게 되는 것이지만, 1회전의 통과 기준은 칼 기술이고 쇼타의 실력이라면 출전자 중에서도 뛰어난 실력이라 1회전을 통과하기에 충분하다고 인정받아서 특별히 2회전에 진출하게 되었다.
그 후에도 계속 이겨서 결승전에서는 쇼타를 비롯해 데츠야, 도키치와 우승을 놓고 겨루게 되었다. 그러나 결승전에서는 다른 사람의 기술에 놀라는 묘사가 많고, 경기 도중 순위에서 최하위에 머무리는 경우가 많은 등 1회전에서의 여유있는 모습과는 상당히 대조적이었다.
쇼타 이외의 3명은 모두 「쌀 명인(도키치)」, 「참치 데츠(데츠야)」, 「칼 명인(신이치)」이라는 이명(異名)이 있어, 도키치와 데츠야는 자신의 특기 분야에서 압승했지만 신이치는 압승이 확실해 보이던 칼 승부에서도 쇼타에게 1승을 빼앗겨서, 대회장에서의 평가가 다소 하락하기도 했다. 하지만 그 후에는 직전의 승부에서 진 것을 만회할 정도로 압도적인 실력을 보이기도 했다.
오른손잡이이지만, 죽은 후배의 유품인 왼손잡이용의 칼도 소중히 가지고 있다. 어린 시절 죽은 아들의 모습을 자신에게서 보던 양부모와 인연을 끊은 것이 마음의 응어리가 되었지만, 도쿄 대회 결승전에서 어린시절 양아버지가 퇴근하여 소주를 드실 때마다 양어머니가 만들어준 추억의 오징어를 만들어 화해한다.
키노시타 도키치[하등길](木下 藤吉)
신인 초밥경연대회•도쿄 대회에 출전하였으며, 김만들기와 쌀의 명인이다. 쇼타와 동년배의 인물로 결승전 진출 시점에서 18세. 원래 농가의 후계자로 유복한 환경에서 자라 자기 멋대로 살았던 오만한 성격이었지만,가정부 누나를 만나면서 정작 스스로의 능력은 없다는 것을 깨달은 뒤에는 집을 나와서 초밥 요리사의 길에 들어선다.
활발하고 자칫하면 무례하다고도 볼 수 있는 성격이지만, 요리사로서 가장 중요한 「먹는 사람을 생각한다」라는 기본을 제대로 지키고 있다. 김만드는 방법은 사지 안토의 아버지인 시게토가 쓴 책으로 배웠다.
시미즈 데츠야[정철야](清水 哲也)/참치 데츠[참치정](マグロ 哲)
신인 초밥경연대회•도쿄 대회에 출전한 참치의 명인. 신인 경연대회의 다른 출전자에 비하면 나이가 많다. 「참치 데츠」라는 이명(異名)으로 유명하지만, 참치 뿐만 아니라 가다랭이류의 취급 또한 타의 추종을 허락하지 않는다. 결승에 남은 4명 중에서도 유일하게 최하위가 된 적이 없을 정도로 뛰어난 실력을 가졌다.
악랄한 경영을 하는 「스시킨(寿司金)」에 고용되어, 참치를 저가로 매입하고 고가로 팔아치우는 수법으로 장사를 하고 있었지만, 이것은 여동생인 하츠미(初美)의 심장 수술 비용을 벌기 위한 것이었다.
하츠미가 위급하다는 소식을 듣고 결승전 도중 기권하여 그 스시킨에 버림받게 되지만, 쇼타와 도키치, 신이치, 야마토 초밥의 주인에게 도움을 받고 하츠미는 무사히 수술을 마쳐서 건강해졌다. 야마토 초밥의 주인에게 받은 가게 이름을 여동생의 이름을 딴 「하츠미스시(初美寿司)」로 바꾸고 독립하여, 다시 도쿄 대회 결승전에 임하게 되고, 쇼타와의 플레이오프에서도 그 실력을 유감없이 발휘한다.
야마토 초밥(大和寿司) 사장
중국 잔류 고아인 아들•키타가와 준이치를 만나는 날을 계속 기다리며 장어 초밥을 만드는 노인. 사지 안토와 대회 출전권을 놓고 승부하던 쇼타가 장어 초밥을 만들기 위해 분주하고 있던 것을 계기로 쇼타와 알게 되었다. 쇼타를 자신의 아들처럼 아끼고 있어서 많은 도움을 줬다.
그 후 아들과 재회하게 되었고, 아들이 양부모와 함께 살고 있는 중국에 건너가서 초밥집을 경영하고 있다. 중국으로 건너가기 전 「나는 쇼타를 믿고, 그 쇼타가 도와주려 하는 사람이기 때문에 자네를 신뢰한다」라는 이유로 초면인 시미즈 데츠야에게 여동생의 수술 비용을 보태줬고, 자신이 경영하던 야마토 초밥도 데츠야에게 양도했다.
요시노 초밥(吉野寿司) 사장
이즈 반도에서 죽은 남편의 뒤를 이어 초밥집을 운영하고 있다. 그러나 실력의 부족함으로 손님이 떨어져갔다. 초등학생인 아들 유이치가 열심히 기른 싹눈파로 만든 초밥으로 다시 손님들이 많아졌지만, 그 아들까지도 병으로 잃게 되어 삶의 의욕을 잃은 상태였다. 쇼타가 재현한 아들의 싹눈파를 보고 기력을 되찾는다.
토미 초밥(富寿司) 사장
요리 배달을 중심으로 하는 초밥집의 요리사. 세이고로와 함께 일했던 적이 있으며, 그 인연으로 세이고로는 쇼타를 토미 초밥의 일을 거드는 조수로 보냈다. 완고한 옛날 사람이라 지도의 엄격함 때문에 제자가 별로 없었다. 그러나 쇼타는 험한 일을 당하면서도 포기하지 않았고, 결국 그런 쇼타를 인정하며 쇼타에게 배달 초밥의 지식을 전수했다. 무뚝뚝하기는 하지만 언제나 초밥을 먹는 사람을 생각하는 요리사. 열두 단복 곧 속이 열 두가지나 되고 장어,통조림 다랑어, 새우같이 몸에 좋은 음식들인 김밥은 토미 초밥 사장의 장인정신을 말한다.
다이넨지 사부로타[삼태랑](大年寺 三郎太)/동북의 용(東北の竜)
작중에서 「동북의 용」, 「전설의 초밥 요리사」라고 평해지는 몇 안되는 초인. 해박한 지식과 실력을 가진 초밥 요리사이며, 1편에 이어 전국 대회편에서도 쇼타와 대결하는 초밥 요리사이다.
1부에서는, 세이고로의 명에 따라 센다이 초밥 콘테스트에 참가한 쇼타의 앞에, 사사초밥 센다이점의 초밥 요리사로 등장했다. 콘테스트에서는 쇼타와 동급의 초밥을 만들어서 동시 우승을 차지하였으나, 사사키의 수작을 눈치채고는 사사초밥과 인연을 끊었다. 그 직후 무토 츠루에가 쇼타와의 대결을 주선하여 산의 진미•강의 진미•바다의 진미를 테마로 3번의 승부를 겨루고, 2승 1무로 압승. 좋은 승부였다고 하면서 쇼타와의 재승부를 약속한다.
「전국 대회편」에서는, 이미 결정된 대표를 물리치고 미야기현 대표로 신인 초밥경연대회 전국 대회에 참가하여 쇼타가 극복해야 할 거대한 벽으로 등장한다. 쇼타의 열정을 존중하며, 쇼타에게 진 후에도 가끔 쇼타를 돕기 위해 나타난다.
헛된 동작과 작은 틈도 없는 완벽한 기술은 오랜 경험으로 얻은 것이며, 25세에는 이미 15년 정도 수행했다. 그러나, 실제로 초밥 요리사로서 활동한 기간은 짧기 때문에, 「신인」대회에 참가할 자격을 가지고 있었다. 곰치초밥이라는 요리를 개발하기도 했다.
상식 이상의 체력과 회복력을 지니고 있다. '초밥을 숙성시키기 위해 35km 이상의 거리를 전력 질주', '벼랑에서 겨울의 바다로 뛰어들어 맨몸 잠수를 하고 5분 이상 숨을 참으며 낙지를 포획', '젖은 신체를 몸에서 나오는 열로 말림', '초밥을 쥐는 속도가 너무나 빠르고 동작도 정확해서 마치 팔이 여러개인 것처럼 보임', '전철에 부딪히고도 그 날 아귀를 해체하고 초밥을 만듦'.
기술은 물론이고 대단한 수준의 정신력과 열의를 가지고 있어서, 그 정신력이나 체력은 쇼타도 의지하고 있다.
타카야마 신이치로(高山 信一郎)

#### 2부(전국대회편)
사카타 토시히토(坂田 利人)

타카다 사나에(高田 早苗)
야마자키에서 농부의 아들로 자랐다. 권투선수 출신의 초밥요리사. 백화점 초밥집에서 매장책임자로 일하고 있다. 본래 부모님이 공무원이 되기 바랐는데, 어려운 집안꼴을 보면서 권투선수가 되었다. 그런데 사고로 권투를 그만두고 요리사가 되었다. 이를 보고 아버지와 누님은 실망하지만, 아버지의 친구분이 잘 말씀드려서 사이가 좋아진다.
키리시마 카이(切島 傀)
진짜 이름은 키리시마 유타, 물에 빠져죽은 형 키리시마 카이를 흉내내었지만, 힘들때마다 찾아가서 쉬던 교회(십자고상을 보면 성공회나 천주교회일 것이다)에 데려간 형이 "지난 일은 잊어버리고, 유타로 살아"라고 말했기 때문에 그만두었다. 자기를 이해하는 여자친구와 같이 요리사의 삶을 다시 살아낸다.
카노자키 세이지로[정이랑](叶崎 精二郎)

타케치 한페이(武市 半平)

카토 이조우(加藤 以蔵)

츠키오카 아키라(月岡 アキラ)

### 그 외의 인물
사사키 타케시(笹木 剛志)
사사초밥 사장의 아들로 쇼타에게 질투심이 있어 쇼타를 곤궁에 처하게 한다. 자신을 용서하는 쇼타와 화해한다. 쇼타와의 대결에서 진 후에 한국 서울에 진출하지만 장사가 잘 되지 않아 어려움을 겪는다. 한국 사람과 일본 사람이 좋아하는 맛이 다르기 때문이었다. 그래서 아버지가 장사를 접어야 할지 걱정하자, 쇼타를 서울로 초대한다. 물론 쇼타는 친구는 서로 돕고 사는 것이라는 의리로 도와주었다.
타케시 부자
사사키 타케시와 그의 아버지이다. 사사초밥의 체인점으로 들어오는 것을 거부하는 토모에 초밥을 괴롭혔다. 쇼타와의 대결에서 진 후에 서울에 진출.
와타나베 쿠미코(渡辺 久美子)
쇼타의 고향친구. 음악에 흥미가 있어서 오스트리아 빈의 음악학교에서 공부했다. 피아노 악보에 가득한 메모는 쿠미코가 음악에 열정이 있음을 잘 말해준다.
츠루마루 요시키[학원 선장](鶴丸 芳喜)
쇼타의 고향 아저씨. 어부이다. 좋은 재료를 대주어서 장사를 돕는다.
신카메[신귀](神亀)
사사초밥에 고용되었던 요리사. 안토와의 단새우 초밥 대결에서 진다.
우자키 다츠미[우진기](宇崎 辰巳)
쇼타의 친구. 츠키치 어시장의 생선상인. 생선 전문가.쇼타에게 생선지식을 가르친다. 백눈의 다츠라고도 불린다.
마에다 타카시(前田 貴志)
쇼타의 친구. 계란말이와 아빠를 좋아한다. 애써모은 용돈 980엔으로 아빠에게 멋진 다랑어 초밥을 선물했다. 타카시의 부탁을 받은 쇼타는 오오고로 사장의 허락을 받아 980엔짜리 다랑어를 훌륭하게 조리하여 초밥을 만들었다. 엄마가 세상을 떠나서 아빠와 살고 있다. 초밥요리사가 되는 것이 꿈.
타카시의 아버지(마에다 상)
부인과 사별한 후에 억척스럽게 아들을 키우고 있다.
키타가와 준이치(北川 潤一)

요네무라 마사유키(米村 昌幸)

마루카와 겐스케(丸川 源介)
겐 초밥 사장. 안토가 떠돌이 요리사 시절에 만났다. 안토는 겐 사장이 만든 큰 초밥을 보면서 기술이 없다며 실망하였다. 하지만 제2차 세계대전이 끝난후 굶주림에 허덕이던 어린시절의 기억 때문에 고아들에게 맛있는 초밥을 배불리 먹여주려는 따뜻한 마음을 배운다.
오카다 카츠로(岡田 克郎)

가노 야헤이 또는 카노 야헤이(加納 弥平)
가노 초밥 사장. 제2차 세계대전 때인 1945년 3월 도쿄 대공습으로 아들 쇼헤이를 잃었다. 쇼헤이는 생선 고르는 기술이 뛰어나서 가노 할아버지가 요리를 가르치며 후계자로 키우려고 했었다. 쇼헤이를 잃은 상처가 커서 요리를 가르치지 않다가 전복초밥을 만든 쇼타의 실력을 보고 마음을 바꾸어 생선 고르는 방법을 가르친다.전쟁이 민중들에게 고통을 준다는 사실을 보여주는 인물.
타나베 요우도(田辺 容堂)
식칼 제작의 명인. 나이가 들어 1년에 몇 개의 칼만 만들었기에 그의 칼은 더욱 가치가 커졌다. 쇼타가 초밥요리사 경연대회에서 우승하는 좋은 성적을 거두자 상으로 식칼을 주었다. 쇼타는 상으로 받은 식칼을 신이치등에게 나누어준다.
아로우즈 카키타로(有津 柿太郎)
접시 만드는 직공(職工)으로, 인간 문화재이다. 전국 대회 결승전의 심사원을 맡기도 했다. 과제용으로 빌려줬던 500만엔 상당의 접시가 키리시마 유타에게 깨진 것을 자신의 부주의함 때문이라며 사죄하는 쇼타에게 '접시는 사용하기 위해서 있는 것이고, 쓰다 보면 언젠가 깨지는 것은 당연하다'라고 하며 깨진 접시 대신 천재라 불리던 자신의 선조가 만든 흰 접시를 빌려주었다.
미조구치 야스지로(溝口 安二郎)/박수치는 야스(柏手の安)
신인 초밥경연대회•도쿄 대회에서는 심사 위원장을 맡았고 그 후에도 종종 등장하는 미식가. 전국 초밥협회 창립자의 아들이며, 어린 시절부터 주방에 섰을 정도의 엘리트. 현재는 아버지의 뒤를 이어 전국 초밥협회 회장이다. 미각이 매우 뛰어나서, 같은 재료의 1시간 차이의 신선도를 간파할 정도다. 어린 시절의 버릇으로 정말 맛있는 걸 먹었을 때는 자신도 모르게 박수를 치곤 했기 때문에, 「박수치는 야스」라고 하는 별명이 있다. 온화한 성격이며, 어떤 이유로 대회 도중 이탈해서 규칙을 어긴 쇼타와 도키치, 신이치를 특별히 용서해 준 아량도 있지만, 부정행위나 불성실한 일에는 단호하다. 전국 대회 결승전에서 심사위원을 맡기도 했는데, 마음 속으로는 도쿄 대표로 나온 쇼타를 응원하고 있다.
무토 츠루에(武藤 鶴栄)/요리사 킬러(料理人殺し)
신인 초밥경연대회•도쿄 대회에서 우승한 쇼타 앞에 등장해서 생트집을 잡는 인물로, 미식가이다. 신랄하고 자비가 없는 평론으로 「요리사 킬러」라고 불려 요리사들에게 공포의 대상이다. 그 별명대로, 어설픈 요리를 내는 요리사에 대해서는 두 번 다시 회복할 수 없을 정도의 악평을 쏟아내지만, 요리에 대한 지식과 미각의 수준은 대단한 수준. 다만, 코우야 헤키고를 일본 요리 대표로 추대하여 세키구치 쇼타와 대결시켰을 때, 코우야가 부정한 짓을 저질렀기 때문에 심사원이었던 작가•미즈카미로부터 당분간 평론을 자제해달라는 소리를 듣는 등, 미각 이외에는 허술한 면도 있다. 그 지극히 공격적인 성격으로 인해 아들인 츠요시와는 사이가 나쁘고, 화해한 적도 없었다.
「전국 대회편」에서는 심사위원으로서 자주 등장하여, 쇼타와 출전자들에게 어려운 과제를 내는 일이 많다.
요리사에게 엄격하게 대하지만 사실은 그 사람의 성장을 바라는 마음에서 나오는 행동으로, 그렇게 된 계기로는 자신이 태어난 고향인 항구도시가 도시 개발에 의해 환경이 파괴되고 자연이 오염되어 거기서 나오는 식재료들 또한 완전히 사라지고 말았다는 사실에 크게 낙담한 경험이 있기 때문이었다. 그렇기 때문에 단지 요리사에게 악평을 하는 것만이 아니라, 자신이 인정한 요리사에게는 정당한 평가를 하기도 하고, 향상심이 있는 사람에게는 힌트를 준 다음 재도전의 기회를 주기도 한다.
등장 초기에는 캘리포니아 롤을 먹으러 온 외국인에게 「맛도 모르는 야만인」이라고 험담을 하거나 「초밥은 일본 요리나 중화 요리에 비해 한참 뒤떨어져 있다」라고 초밥 자체를 비난하는 등 완전한 악인으로서 등장했다. 하지만 쇼타가 예상 밖으로 자신의 과제를 잘 이겨내는 것을 보며 조금은 쇼타를 인정하고 자신의 태도를 반성하는 모습을 보였다. 그 이후에는 일부러 어려운 과제를 내서 쇼타를 몰락하게 하려는 일은 하지 않고, 순수하게 쇼타의 성장을 바라며 지켜보고 있다. 마지막 사지 안토와의 결승전에서 미조구치가 「어떻게 봐도 쇼타에게 상황은 불리하다」라고 하는 걱정에 대해서 「쇼타는 결코 지지 않는다」라며 결국 쇼타를 인정했다. 마지막 편에서 새로 책을 출판했는데, 제목은 「쇼타의 스시」였다. 그 인세를 토모에 초밥에 건네주며 이걸로 사사초밥의 방해와 쇼타 아버지의 병으로 생긴 빚을 갚으라고 한다.
이와사키 타미지(岩崎 民次)
전일본 초밥 협회의 회장을 맡고 있는 노인으로, 자존심 강한 무토 츠루에조차 한 수 접고 들어가는 대단한 인물.
15세에 초밥의 길에 들어서고 70년동안 초밥 요리사였다. 젊은 시절에 격렬한 수행에 의해 앞을 볼 수 없게 되었으나, 시각 의외의 감각이 매우 뛰어나다. 「절대 미각」이라고 불리는 그 미각은, 무토와 미조구치조차 따라가지 못할 수준이다. 그래서 쇼타와 사나에는 이와사키 타미지 옹의 열정을 경의한다. 시각장애인이라는 사실 때문에 사람들이 자신을 동정하는 것을 바라지 않는다.
항상 눈을 감고 있지만, 정말 맛있는 것을 먹었을 때는 눈썹이 올라간다. 전국 대회 결승전에서 쇼타가 만든 초밥을 먹고 양쪽 눈썹이 모두 올라갔다. 양쪽 눈썹이 모두 올라간 것은 지난 30년 동안에도 없었다고 한다.
카토 나오코(加藤 直子)
고등학생, 병원에 입원하게 되어 초밥을 먹을 수 없게 된 할아버지에게 조개로 만든 초밥을 만들어 준 것을 계기로 쇼타를 좋아하게 된 여자 아이.
오오토리 초밥의 사원 여행에 참가하거나 토비오와 함께 쇼타를 응원하러 오는 등의 일로 등장하는 경우가 많다.
노리코
나오코의 고등학교 친구. 어린시절부터 친구인 외할아버지를 잘 따른다. 외할아버지가 어린 시절에 드신 어묵 초밥을 만들어달라고 쇼타에게 부탁했다. 쇼타는 연구끝에 메기로 어묵초밥을 만들었다.
황태지
사사초밥의 직원. 한국으로 가게를 옮긴 사사초밥에 요리사로 취직한 청년이다. 어릴때부터 친구인 나영이는 손님을 접대하는 직원으로 취직했다. 태지가 초밥요리사를 하려고 해서 나영이와 태지 모두 일본말을 잘 한다. 태지의 자유로운 말과 태도가 보수적인 한국사회에는 건방지게 보이는터라 선배요리사들이 알아주지 않았는데, 쇼타는 태지의 재능을 알아보았다. 낫토에 참기름으로 볶은 김치를 넣어서 만든 김말이를 만들어냈기 때문이다. 쇼타와 한국사람에게 맞는 요리를 같이 연구하다 생각이 달라 다투기도 하지만, 곧 화해하고 개불초밥을 만들어낸다. 송이초밥, 김초밥, 레몬으로 비린내를 없앤 고등어초밥, 쓴 맛이 없는 인삼초밥 등도 만들었는데 손님들이 매우 좋아하였다.

## 초밥왕에 나오는 생선
- 문어
- 곰치
- 메기
- 비단놀래기
- 주꾸미
- 새우
- 조개
- 갯장어
- 오징어
- 복어
- 고등어
- 성게
- 전어
- 꽁치
- 개불
- 전복
- 대합
- 백시부도미
- 보리멸
- 갯가재
- 참치